# Y viva España
«Y viva España» o «Qué viva España» (originalmente titulada por un probable error ortográfico como «Eviva España») es una canción belga escrita por Leo Rozenstraten en flamenco, y compuesta por Leo Caerts. «Eviva España» fue grabada e interpretada por primera vez por la cantante belga Samantha en 1971 y producida por Alain Lelièvre en Basart. Musicalmente, la canción tiene un estilo pasodoble español. El tema de la letra es la anticipación de unas vacaciones en España.
Aunque suena a español, el título original de la canción, así como el estribillo «Eviva España», no tiene sentido en este idioma. Aunque España es el nombre correcto del país en español, no existe la palabra eviva. No se sabe si el error ortográfico fue un error (como una confusión con la exclamación italiana evviva) o si simplemente fue una aliteración. Asimismo, la canción inicialmente iba a llamarse «Eviva el papa», sin embargo, como España se perfilaba entonces como destino de vacaciones, se cambió el nombre.
Después de un gran éxito en los países de habla neerlandesa, la canción fue retomada por compositores de varios otros países europeos. Como era costumbre en la época, fue traducida e interpretada por artistas locales para los distintos mercados, alcanzando un gran éxito en numerosos países entre 1972 y 1977. Entre las versiones más destacadas se incluyen la primera versión en español (interpretada por Hanna Aharoni y posteriormente por Manolo Escobar), la versión alemana (interpretada también por Aharoni) y la inglesa (interpretada por Sylvia Vrethammar).
En 1980 Bob Benny también grabó una versión de la canción, que apareció en su álbum Diep In Mijn Hart.
En España, la canción se ha convertido en una especie de himno nacional, sobre todo porque el oficial aún no tiene una letra aprobada: a pesar de los numerosos intentos, las autoridades nunca han conseguido ponerse de acuerdo sobre un texto.
En total, se han vendido más de cuarenta millones de copias del tema y más de cuatrocientas millones de otras versiones. La versión de Samantha vendió aproximadamente 450 000 copias.

## Versión en español
La traducción del neerlandés al español la realizó el diplomático Manuel de Gómez para Samantha, cuya versión se convirtió en un éxito, pero fue la versión de Manolo Escobar la que se popularizó en España en 1973. Ese mismo año formó parte del repertorio musical de la película Me has hecho perder el juicio, dirigida por Juan de Orduña y protagonizada por el propio Escobar, Paca Gabaldón y Andrés Pajares. También fue seleccionada por el músico dominicano-venezolano Luis María «Billo» Frómeta para su producción Billo 75.
Los compositores españoles encargados de adaptar la canción al español, naturalmente encontraron necesario cambiar la línea «Eviva España». Optaron por cambiar el título de la canción a «Y viva España», conservando así la fraseología del estribillo pero conservando su sentido. La canción tuvo un gran éxito tanto en la versión original de 1972, como en versiones posteriores como la de 1973 de Escobar.
En 1974 se formó la veterana orquesta venezolana Billo's Caracas Boys de Venezuela, con la voz de Guillermo «Memo» Morales y en un ritmo de pasodoble perfecto, se convirtió en uno de los pasodobles más reconocidos en toda la región de Latinoamérica y, especialmente, en Venezuela. Esta versión es tan conocida y tocada, incluso hoy en día —España incluida—, que fue utilizada y tocada por el disc-jockey del estadio en la final de la Copa Mundial de Fútbol de 2010 para celebrar la victoria de España ese año. La canción se volvió tan omnipresente en Latinoamérica, y especialmente en España, que ahora se considera parte del patrimonio musical de ambas culturas.
La pieza ha adquirido el estatus de cuasi himno en España y es cantada por aficionados españoles durante eventos deportivos.

## Versiones en otros idiomas

### Versión en inglés
Los compositores de la versión en inglés también optaron por el título en español, en lugar del original. También tuvo mucho éxito, ya que permaneció seis meses en la UK Singles Chart y alcanzó la cuarta posición. Vendió más de un millón de copias y recibió un disco de oro. La canción ha vendido 130 000 copias en Bélgica. En Alemania se publicaron 56 versiones, incluida una de James Last; las ventas totales fueron de 1,5 millones de copias. La versión de la cantante sueca Sylvia Vrethammar vendió doscientas mil copias en el Reino Unido e interpretó la canción en el programa de televisión Top of the Pops.

### Versión en sueco
La versión sueca escrita por Leif Nilsson e interpretada también por Sylvia Vrethammar se convirtió en un éxito de Svensktoppen durante once semanas entre el 3 de junio y el 12 de agosto de 1973, alcanzando el primer lugar.
En la tercera temporada de Så mycket bättre de TV4, Olle Ljungström hizo su propia interpretación de la canción. La interpretación de Vrethammar de la canción es uno de los títulos del libro Tusen svenska klassiker de 2009.

### Versión en noruego
La compositora Kari Diesen hija fue quien escribió la versión en noruego de la canción, conservando el título original: «Eviva España». Gro Anita Schønn fue la primera intérprete de la versión en noruego y alcanzó el número tres en la lista de sencillos noruegos VG-lista en 1973. Jorun Høiland también interpretó esta canción, pero la versión de Schønn fue más reproducida en el Ønskekonserten de 1973.

### Versión en finés
La versión en finés escrita por Vexi Salmi, titulada «Eviva Espanja», fue grabada por primera vez por Marion Rung en 1973.

### Otras versiones
Entre otros artistas, fue interpretada en húngaro por Pál Szécsi, bajo el título «Kék ég és tenger», y también por el dúo György Korda y Balázs Klári. El comediante y músico finlandés Jope Ruonansuu grabó su propia versión de la canción en 1996 bajo el título «Halvari lentokoneseneen», cuyo título hace referencia a Mika Halvari, un atleta finlandés especializado en el lanzamiento de bala. Fue incluida como octavo sencillo en el octavo álbum de estudio de Ruonansuu, Piinapenkki.
El cantante de reggae inglés Judge Dread grabó una versión de la canción en 1976 bajo el título «Y Viva Suspenders» en el álbum Last of the Skinheads.
En Inglaterra, la canción fue adaptada por el Fulham Football Club, club de fútbol londinense, como «Viva el Fulham», interpretada por Tony Rees y los cottagers, para la carrera del club hacia la final de la Copa FA de 1975. Esta versión todavía se canta en los partidos del club hasta la fecha.
En Turquía, la canción fue reescrita como «Yaşa Fenerbahçe» o «Viva Fenerbahçe» por Fecri Ebcioğlu en 1974 para su antiguo club de fútbol, el Fenerbahçe S. K., e interpretada por primera vez por Nesrin Sipahi. Es utilizada como himno oficial desde entonces.
En 1995 el grupo neerlandés Bertus Staigerpaip realizó una versión parodia de la canción, titulada «Zuipen in Spanje», la cual sería más tarde incluida en la lista Tipparade.

## Lista de versiones
| Año  | Título                                     | Idioma     | Intérprete           |
| ---- | ------------------------------------------ | ---------- | -------------------- |
| 1971 | «Eviva España»                             | Flamenco   | Samantha             |
| 1972 | «Viva España»                              | Neerlandés | Imca Marina          |
| 1972 | «Viva España»                              | Francés    | Georgette Plana      |
| 1972 | «Eviva España»                             | Alemán     | Hanna Aharoni        |
| 1972 | «Eviva España»                             | Alemán     | Heino                |
| 1972 | «Εβίβα Ελλάδα» (Evíva Elláda)              | Griego     | Gino Cudsi           |
| 1972 | «Eviva España»                             | Noruego    | Gro Anita Schønn     |
| 1973 | «Eviva Espana»                             | Árabe      | Melhem Barakat       |
| 1973 | «Eviva España»                             | Danés      | Elisabeth Edberg     |
| 1973 | «Eviva Espanja»                            | Finés      | Marion Rung          |
| 1973 | «Y viva España»                            | Español    | Manolo Escobar       |
| 1973 | «Y viva España»                            | Español    | Los Zafiros          |
| 1973 | «Y viva España»                            | Inglés     | Sylvia Vrethammar    |
| 1973 | «Y viva España»                            | Sueco      | Sylvia Vrethammar    |
| 1974 | «Y viva España»                            | Español    | Billo's Caracas Boys |
| 1975 | «Viva Espana (Forever A Song in My Heart)» | Inglés     | Pat Boone            |
| 1992 | «Eviva España»                             | Húngaro    | Kovács Kati          |
| 2009 | «Eviva España»                             | Alemán     | Peter Wackel         |

## Controversia
La canción generó cierta controversia política ya que se consideraba un homenaje al régimen de Francisco Franco en España. Sin embargo, muchos de sus intérpretes defendieron la canción, diciendo que era un tributo al verano y que carecía de significado político.